# ام‌وی هورسی
ام‌وی هورسی (به انگلیسی: MV Hrossey) یک کشتی است که طول آن ۱۲۵ متر (۴۱۰ فوت) می‌باشد. این کشتی در سال ۲۰۰۲ ساخته شد.